# Heckler & Koch HK CAWS
L'Heckler & Koch HK CAWS (H & K CAWS) è un prototipo di fucile a canna liscia automatico concepito come un fucile a pallettoni da guerra prodotto dalla Heckler & Koch e dalla Winchester nel 1980. È stata l'entrata della Heckler & Koch nel programma "Close assault Weapon System" dell'Esercito degli Stati Uniti.
Si tratta di un fucile Bullpup 12-gauge, con un caricatore da 10 colpi con tre modalità di fuoco: sicura, semi-automatica e full-auto, è utilizzabile sia da destrorsi che da mancini.

## Il CAWS nella cultura di massa
- Un esemplare di CAWS compare nel videogioco Metal Gear Solid: Peace Walker[1].